# آچار گیو

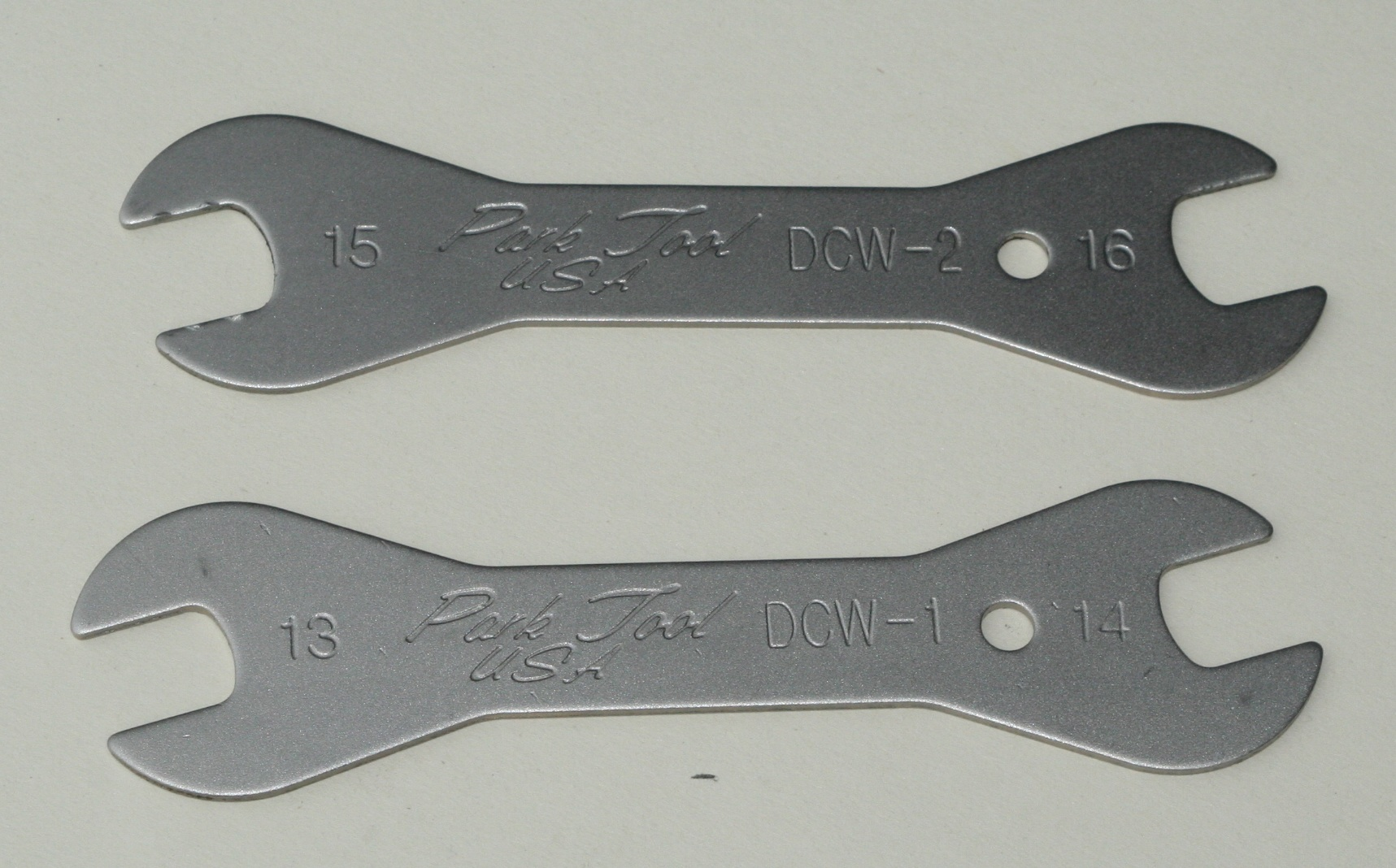
آچار گیو دوسَره، ۱۳ تا ۱۶ میلی‌متر

آچار گیو (انگلیسی: Cone wrench) ابزاری است که در مونتاژ و نگهداری دوچرخه برای تنظیم کاسه‌های بلبرینگ‌های کاسه‌ای و ساچمه‌ای استفاده می‌شود. آچارهای گیو نازک‌تر و سبک‌تر از اکثر آچارهای دهانه‌باز دیگری هستند که برای کار روی دوچرخه استفاده می‌شوند. آنها فقط باید برای تنظیم کاسه‌ها یا برای کاربردهای دیگر با گشتاور کم مانند ترمزهای مرکزی استفاده شوند. استفاده از آچار گیو در کاربردهای با گشتاور بالا مانند شل کردن مهره‌های محور بیرونی به راحتی می‌تواند به آچار آسیب برساند. آچارهای گیو معمولاً حدود ۲ میلی‌متر ضخامت دارند، در مقایسه با تقریباً ۷ میلی‌متر برای یک آچار استاندارد دهانه باز.
آچارهای گیو معمولاً بین ۱۳ میلی‌متر تا ۲۸ میلی‌متر اندازه‌گیری می‌شوند. اندازه‌هایی که امروزه بیشتر استفاده می‌شوند ۱۳، ۱۴، ۱۵، ۱۶ و ۱۷ میلی‌متر هستند. بیشتر اندازه‌های ۱۹ میلی‌متر و بالاتر برای کاربردهای تخصصی مانند BMX و توپی‌های دنده داخلی استفاده می‌شوند.